# Perfluor(2-methyl-3-pentanon)
Perfluor(2-methyl-3-pentanon) ist eine perfluorierte chemische Verbindung, die sich vom Ethylisopropylketon ableitet. Sie wurde ab 2004 von 3M als Novec 1230 auf den Markt gebracht und wird als Löschmittel verwendet. Nachteilig an der Verbindung ist, dass sie beim Einsatz als Löschmittel fein zerstäubt werden muss.
Die dielektrische Flüssigkeit eignet sich auch für die Flüssigkühlung von Rechenzentren. Die Technik wird von verschiedenen Unternehmen wie z. B. Allied Control angeboten.
Das Treibhauspotential von Perfluor(2-methyl-3-pentanon) ist zwar gering. In der Umwelt kann daraus jedoch Perfluorpropansäure, Trifluoressigsäure bzw. 1,1,1,2,3,3,3-Heptafluorpropan gebildet werden.